# 長野県立松本深志高等学校
もしかして
- 長野県松本深志高等学校

ではありませんか？